# 疾走ペンデュラム
「疾走ペンデュラム」（しっそうペンデュラム）は、日本のボーカルダンスユニット・M!LKの通算5枚目となるシングル。2017年1月11日にSDRから発売された。

## 概要
表題曲は、アニメ｢遊☆戯☆王ARC-V｣エンディングテーマ。

## 収録曲
1. 疾走ペンデュラム [4:05]
作詞・作曲：本田光史郎、編曲：清水哲平
2. 逢い [4:12]
作詞・作曲：南直博、編曲：島崎貴光、南直博
  - TYPE-Aのみ
3. Milky Snow [4:56]
作詞：Ken、作曲・編曲：宮川麿
  - TYPE-Bのみ
4. Good Morning Mr.Misstake [3:36]
作詞・作曲：宮崎まゆ (SUPA LOVE)、編曲：尾下由晃
  - TYPE-Cのみ

## 収録アルバム
- 王様の牛乳
- Jewel（初回限定盤Bのみ）